# Storefjord
De Storefjord (Groenlands: Kangertivit Anginersaat) is een fjord in de gemeente Sermersooq in het oosten van Groenland. De fjord ligt in Liverpoolland en snijdt dit schiereiland bijna in tweeën. De fjord mondt in het oosten uit in de Groenlandzee.
De fjord heeft enkele zijtakken, maar de hoofdtak loopt ongeveer in oost-west-richting en
heeft een lengte van meer dan 20 kilometer.